# Gaku Hashimoto
Gaku Hashimoto (jap. 橋本 岳 Hashimoto Gaku; * 5. Februar 1974 in Sōja, Präfektur Okayama) ist ein japanischer Politiker der Liberaldemokratischen Partei (Motegi-Faktion). Von 2005 bis 2009 und von 2012 bis 2024 war er Abgeordneter im Shūgiin, dem Unterhaus des nationalen Parlaments, für den 4. Wahlkreis Okayama bzw. den Verhältniswahlblock Chūgoku.

Gaku Hashimotos Onkel Daijirō (später Gouverneur von Kōchi), Großvater Ryōgo (später Kultus-, Sozialminister), Vater Ryūtarō (später Premierminister) und die Stiefmutter seines Vaters

Hashimoto, der direkte Nachkomme der Abgeordneten und Minister Ryōgo Hashimoto und Ryūtarō Hashimoto, studierte an der Fakultät für Umweltinformation (kankyō-jōhō-gakubu) der Keiō-Universität. Danach absolvierte er ein Graduiertenstudium Politik- und Medienforschung am Keiō-Graduiertenkolleg. Anschließend arbeitete er ab 1998 für das allgemeine Mitsubishi-Forschungsinstitut (Mitsubishi Sōgō Kenkyūjo), einen gemeinsamen Think Tank mehrerer Mitsubishi-Unternehmen.
2005 verließ er das Unternehmen und kandidierte bei der Shūgiin-Wahl 2005 im Wahlkreis Okayama 4 für die Nachfolge seines Vaters. Er unterlag dem Demokraten Michiyoshi Yunoki, konnte aber mit einer relativ knappen Wahlkreisniederlage einen Verhältniswahlsitz der Liberaldemokraten in Chūgoku gewinnen. 2009 verfehlte er mit einer deutlicheren Niederlage auch die Wiederwahl im Verhältniswahlblock und schied aus dem Shūgiin aus. Bei der landesweiten Niederlage der Demokraten bei der Shūgiin-Wahl 2012 konnte sich Hashimoto erstmals gegen Yunoki durchsetzen. 2014 und 2017 wurde er mit absoluten Mehrheiten bestätigt. 2021, als die KPJ wieder wie 2009 auf eine eigene Nominierung im Wahlkreis Okayama 4 verzichtete, gewann er etwas knapper. 2024, nachdem Okayama einen Wahlkreis verloren hatte und der Wahlkreis 4 neu zugeschnitten worden war, unterlag Hashimoto Yunoki um knapp acht Prozentpunkte, obwohl die KPJ wieder antrat; mit einer Sekihairitsu von 84,5 % verpasste er auch einen Sitz auf der LDP-Liste bei der Verhältniswahl Chūgoku.
Von 2016 bis 2017 und von 2019 bis 2020 war Hashimoto Staatssekretär (fuku-daijin, „Vizeminister“, engl. früher meist „Senior Vice Minister“, derzeit „State Minister“) im MHLW. 2021 übernahm er den Vorsitz im zugehörigen Shūgiin-Ausschuss, 2022 bis 2023 den Vorsitz im Sonderausschuss für „Regionalbelebung“ (chiho sōsei).